# زنگ (ترانه امینم)
«زنگ» (به انگلیسی:The Ringer) آهنگی از خواننده رپ آمریکایی امینم از آلبوم کامی‌کازه است. این آهن اولین بار در استرالیا، کانادا، فنلاند ، ایرلند ، نیوزیلند، نروژ، پرتغال، سوئد، سوئیس، انگلستان و ایالات متحده در 10 لیست برتر قرار گرفت.